# French Rowing Class
Pour les articles homonymes, voir FRC.
French Rowing Class (FRC) est une association qui développe des programmes de formation d'aviron aux rameuses et rameurs de tout âge et de tout niveau en leur offrant les meilleures conditions d’apprentissage (matériel, taux d’encadrement, formation sur mesure) en se centrant sur le plaisir et la convivialité.